# Erin Gray
Erin Gray (ur. 7 stycznia 1950 w Honolulu) – amerykańska aktorka, modelka i pisarka. Zdobywczyni nagrody Entertainer Award na Festiwalu Filmowym w San Diego (2002).
Wystąpiła m.in. w dziewiątej części horroru Piątek 13. zatytułowanej Jason idzie do piekła (Jason Goes to Hell: The Final Friday, 1993) i w filmie Syrena (Siren, 2006).